# バグマティ県

ネパールにおけるバグマティ県の位置。

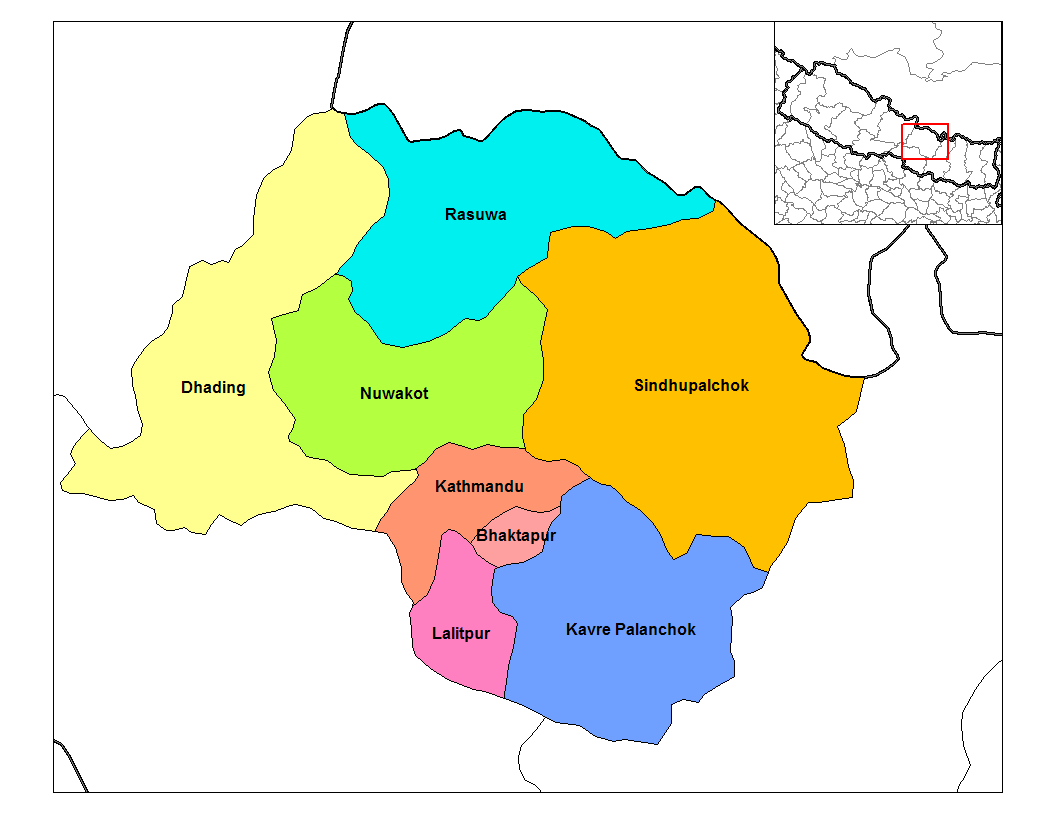
県内の8郡
■ダーディン郡、■ラスワ郡、■ヌワコート郡、
■シンドゥ・パルチョーク郡、■カトマンズ郡、
■バクタプル郡、■ラリトプル郡、■カーブレ・パランチョーク郡

バグマティ県（英：Bagmati Zone）は、ネパールの中部開発区域に属する県（Zone）である。バグマティ川にちなんで名付けられた。県内にはカトマンズ盆地を含み、150万人の住民を擁する大都市圏がある。バグマティ県には以下の8つの郡がある。
| 郡                         | 郡庁所在地           |
| -------------------------- | -------------------- |
| バクタプル郡               | バクタプル           |
| ダーディン郡               | ダーディン           |
| ラリトプル郡               | ラリトプル（パタン） |
| カトマンズ郡               | カトマンズ           |
| カーブレ・パランチョーク郡 | デュリンケル         |
| ヌワコート郡               | ビドゥール           |
| ラスワ郡                   | ドゥンチェ           |
| シンドゥ・パルチョーク郡   | チョータラ           |

なお、これらの郡のうち、シンドゥ・パルチョーク郡とヌワコート郡とラスワ郡にまたがる地域にはランタン国立公園が設定され、自然保護地域とされている。また、カトマンズ郡には、ネパールの首都カトマンズを擁する。